# 王祥
王祥（184年—268年4月30日），字休徵，琅琊郡臨沂縣（今山東临沂）人，历東漢、魏、西晋三代。仕魏官至司空、太尉，在晉官至太保。以孝著称，为《二十四孝》中卧冰求鲤的主角。他亦是“书圣”王羲之四世祖王览的同父异母兄。

## 生平
東漢末年戰亂不斷，王祥帶著繼母朱氏和異母弟王覽到廬江避亂，並在該地隱居二十多年，不應州郡任命。後來，曹魏徐州刺史呂虔徵任王祥為別駕，王祥起初堅持不接受任命，但弟弟王覽勸他應命，更為他準備牛車，王祥於是答應，呂虔亦將徐州的民事事務交給他處理。當時盜賊充斥在州境內，王祥鼓勵兵士，頻頻派兵討伐盜賊，最終使州內安定，亦便利了政策和教化的推行。當地的人都稱頌王祥。
王祥後來舉茂才，任溫縣縣令，後遷任大司農。正元元年（254年），高貴鄉公曹髦即位，因參與司馬師廢立的計劃而獲封關內侯，官拜光祿勳，後轉司隸校尉。次年，鎮東將軍毌丘儉與揚州刺史文欽在壽春叛亂，王祥隨司馬師討伐。戰後增食邑四百戶，封萬歲亭侯，遷任太常。及後魏帝曹髦入讀太學，王祥被任命為三老，作為皇帝的老師，教導皇帝為君之道。
甘露四年（259年），曹髦試圖推翻掌權的大將軍司馬昭，但被賈充指示成濟刺殺，朝臣為皇帝舉哀，王祥因而涕淚皆流，號哭著說「老臣無狀」，令眾人面有慚色。景元元年十二月甲午日（261年2月2日），升任司空，景元五年三月丁丑日（264年4月30日）轉任太尉，加侍中。同年，司馬昭復建五等爵，王祥封睢陵侯，食邑一千六百戶。
次年，晉王司馬炎稱帝，建立西晉，王祥作太保，進封睢陵公，加置七官之職。王祥與何曾和鄭沖等人因為年老，很少再上朝拜見皇帝，司馬炎於是派侍中任愷詢問他們對政策的意見。王祥多次請求辭官退休，但都被拒絕；御史中丞侯史光以王祥長期生病缺席朝議為由，請司馬炎將他免職，但司馬炎說自己仍然親近和倚重他，而且司馬炎之前已多次拒絕他退休的請求，負責監察百官的御史台不應有這個議題。其後王祥堅持請求退休，司馬炎遂加封王祥為睢陵公讓他免職，但仍舊給予俸祿，地位亦在三公之上，又賜多項物品，並任命其長子王肇為給事中。
泰始四年四月戊戌日（268年4月30日），王祥逝世，享年八十五歲。翌年諡為睢陵元公。

## 性格特徵

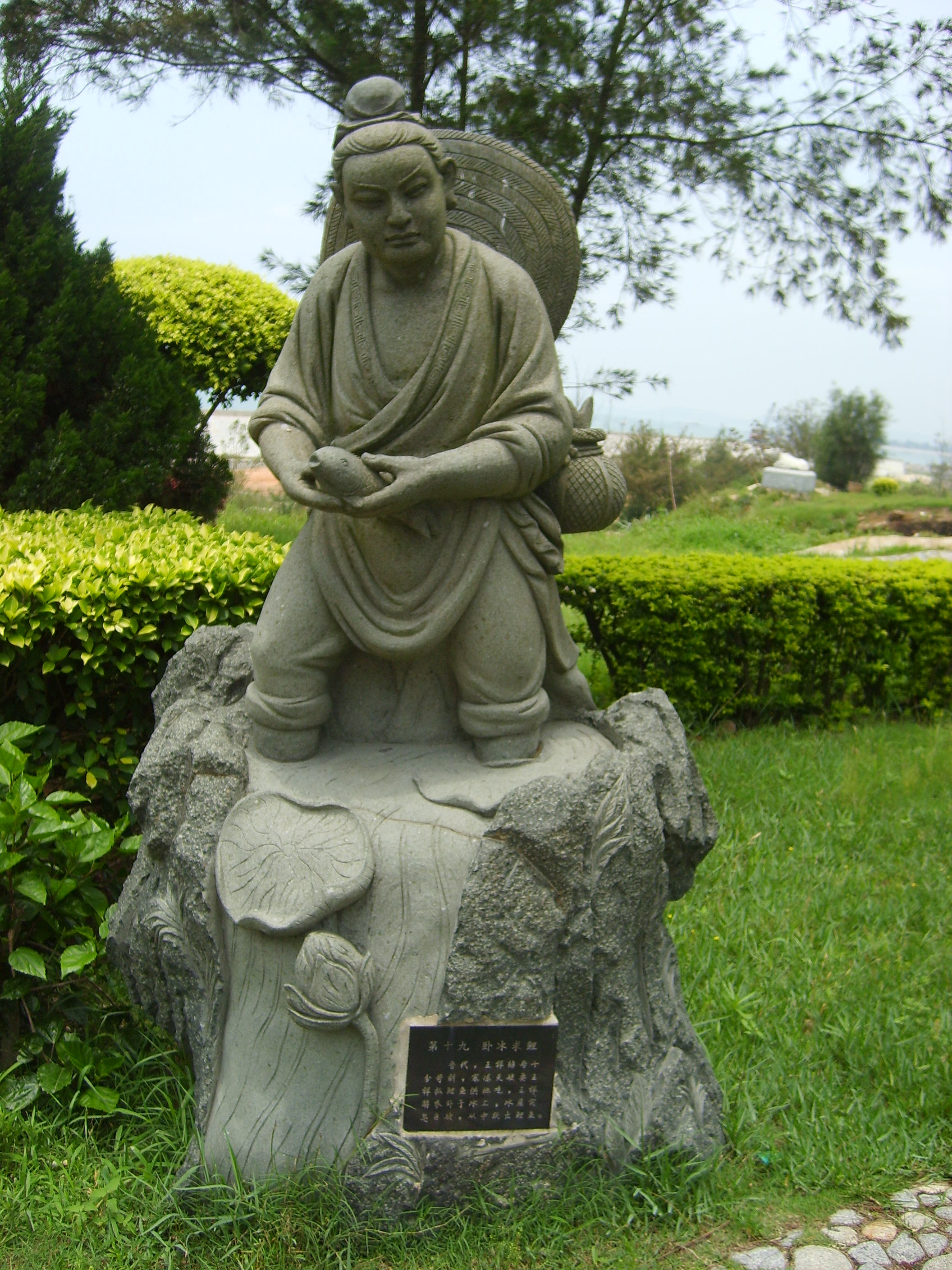
王祥塑像

- 王祥作為二十四孝之一，最為人稱頌的是他的孝道。王祥生母早死，繼母朱氏則對他不好，更常向王祥父親王融中傷王祥令他失寵；但即使是被命令清理牛糞，他仍顯得很恭敬，而父母生病時更衣不解帶地照顧和調製湯藥。而丹柰樹[7]結果時，繼母要求王祥守護果子，而王祥每到風雨來臨時，都會抱著樹大哭，怕果子會被吹下來。王祥這樣供養繼母三十多年，到繼母死時，王祥更在居喪期間傷心得十分憔瘁，要用木杖才能站起。可見他的孝道，毫不計較繼母如何苛待他。
- 王祥受到時人尊敬，主因都是其德行高尚。晉公司馬昭晉升爵位為晉王之後，太尉王祥、司徒何曾、司空荀顗一同前往拜見晉王。荀顗說：「相王尊貴顯赫，何曾與朝中群臣都已表達了恭敬之意，今天我們應當一同行拜禮，不必猶豫。」王祥則說：「相國的地位與權勢，確實尊貴，但畢竟他仍是魏朝的宰相，而我們是魏朝的三公；公與王的位階，只相差一級，班次也相同，怎能讓天子的三公輕易向人行拜禮？這樣會損害魏朝的聲望，也有損晉王的德行。君子敬愛他人應當合乎禮制，我不會這樣做。」進入晉王府後，荀顗遂即行拜禮，而王祥則只是長揖不拜。晉王對王祥說：「今日我才真正明白您對我的重視！」。[8]
- 王祥死時，弔唁的不是朝中官員就是親戚和舊官員，沒有一個閒雜人等，連族孫王戎都嘆說：「太保可謂清達矣！」

## 軼事

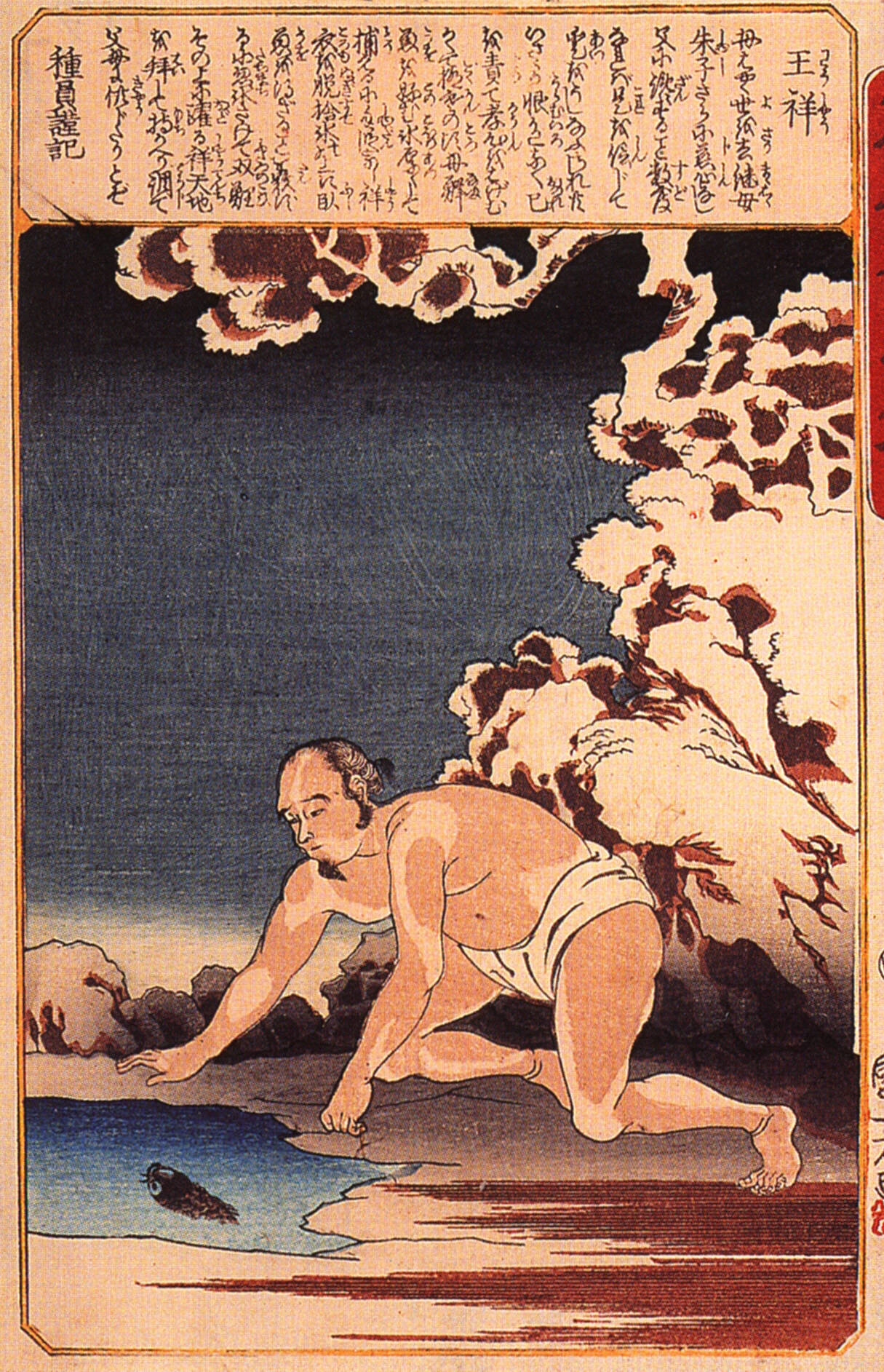
王祥臥冰求鯉（选自歌川国芳《唐土二十四孝》）

- 王祥最為人熟悉的是他臥冰求鯉的行為，在嚴冬時為了滿足繼母想吃鮮魚的要求，不惜在結冰湖面上脫衣嘗試以體溫融化冰塊。在王祥躺下後，冰面忽然裂開，有兩條鯉魚跳了出冰面，王祥得以帶回給繼母享用。時人都認為是感動了上天。不過《晉書》中僅謂王祥「解衣剖冰」，未有臥冰之語。
- 繼母向王祥說很想吃燒黃雀，不久就有數十隻黃雀飛進屋帳內，王祥得以給母親吃。鄰居都驚歎這是王祥的孝道感動上天。
- 王祥異母弟王覽與王祥相當要好，數歲時見王祥被繼母鞭打，王覽都抱著母親朱氏哭求停止。年紀稍大後，又勸母親不要虐待王祥，令朱氏有所收斂。後來每當朱氏派艱難任務給王祥，王覽都會跟著王祥去做；甚至朱氏胡亂指派任務給王祥的妻子，王覽妻子都會和她一起做，朱氏見此才停止。而當王祥漸漸有名聲時，朱氏十分忌恨，打算以毒酒毒殺王祥，王覽知道後與王祥爭飲，朱氏害怕會毒死親兒，將毒酒奪回。後來每當朱氏給王祥的菜饌，王覽都會先試數口，朱氏害怕王覽會服下毒藥，於是才打消毒殺王祥的念頭。
- 《世說新語·德行篇》有載朱氏曾在夜間摸黑去斬殺王祥，恰巧王祥此時下了床，朱氏只斬了空床。王祥回來看見朱氏，竟下跪請死，朱氏才覺悟，對王祥如親子疼愛。

## 家庭

### 祖先
- 王吉，西漢諫議大夫

### 祖父
- 王仁，東漢青州刺史

### 父母
- 王融，王祥父親，曾拒絕朝廷任命，沒有任官。
- 王叡，王祥伯父，東漢荊州刺史。為武陵太守曹寅陷害，被孫堅所逼殺。
- 高平薛氏，王祥生母[9]
- 庐江朱氏，王祥繼母，王覽生母

### 兄弟
- 王覽，王祥異母弟，西晉光祿大夫

### 子
- 王肇，王祥庶長子，曾任西晉騎都尉、給事中、始平太守。
- 王夏，王祥嫡長子，早死。
- 王馥，王祥嫡次子，繼承睢陵侯爵位，官至上洛太守。
- 王烈，王祥子，得王祥寵愛，早死，死前望回葬故鄉。
- 王芬，王祥子，得王祥寵愛，與王烈同時死，死時希望在洛陽下葬。

### 孫
- 王根，王馥子，王馥死後繼嗣。
- 王俊，王肇子，太子舍人，封永世侯。

### 曾孙
- 王遐，王俊子，官至鬱林太守。

## 延伸阅读
[在维基数据编辑]
 《晉書·卷033》，出自房玄齡《晉書》
 在维基共享资源阅览影像
| 前任： 王觀 | 曹魏司空 260年－264年 | 繼任： 荀顗 |